# Lord Lambourne
Pour les articles homonymes, voir Lord Lambourne (homonymie).

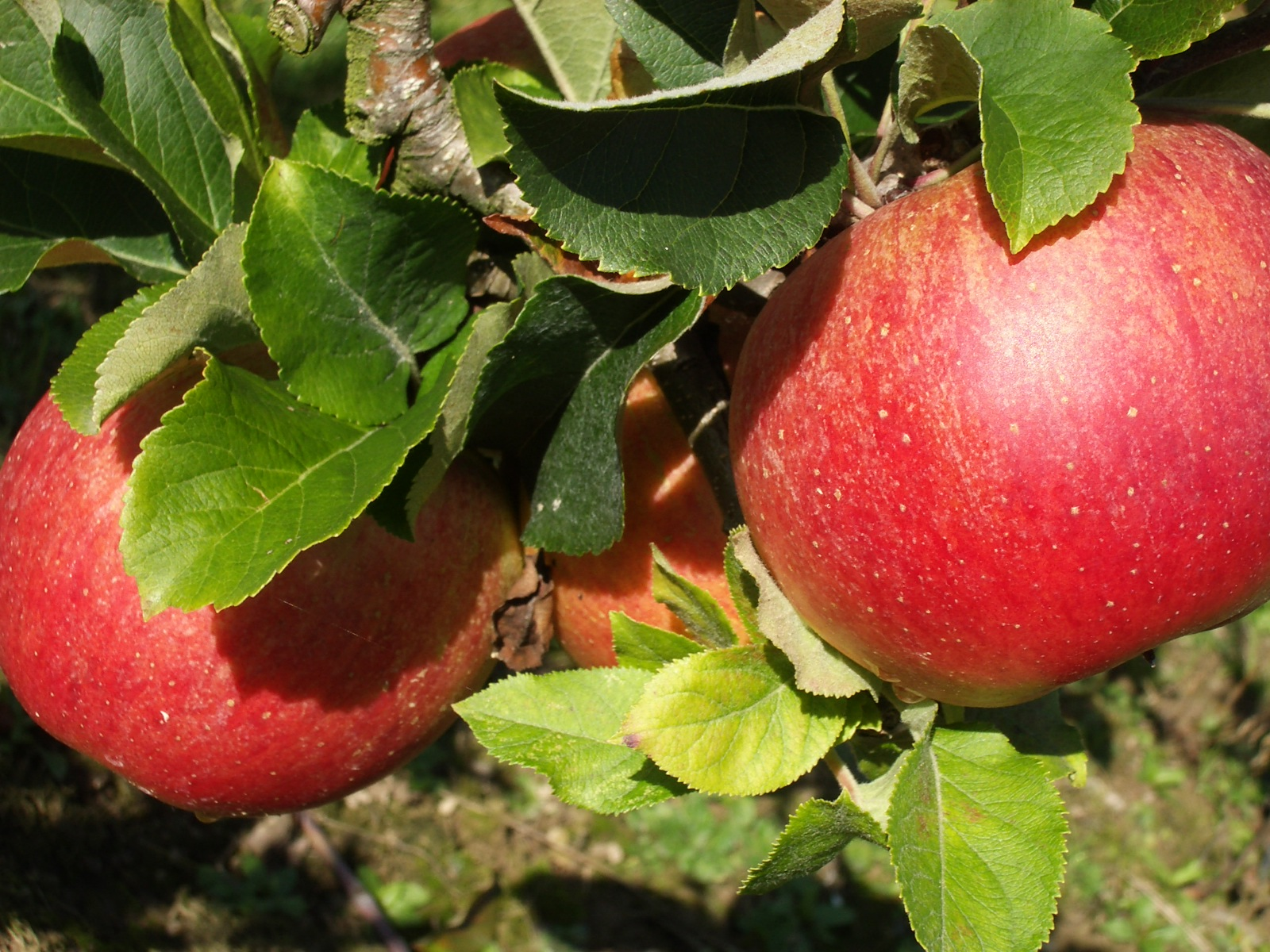
Pommes Lord Lambourne

Lord Lambourne est le nom d'un cultivar de pommier domestique.

## Origine
La variété a été obtenue par Laxton Brothers Nurseries à Bedfordshire, en Angleterre, en 1907.

## Parenté
Croisement de James Grieve x Worcester Pearmain .
Les variétés Katy et Elton Beauty ont les mêmes parents que la variété Lord Lambourne.

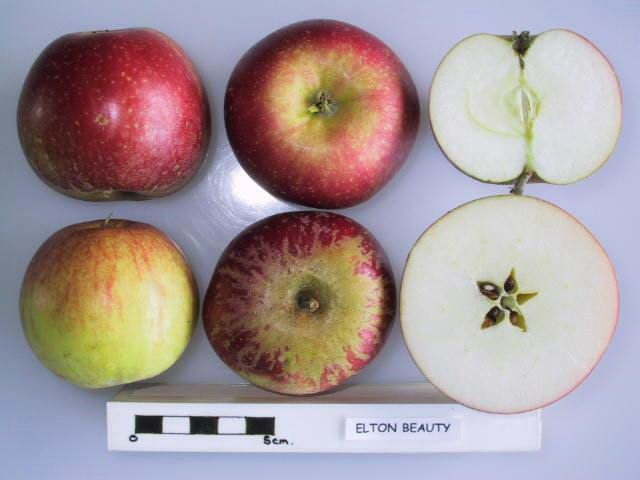
Elton Beauty, mêmes parents que Lord Lambourne.

Lord Lambourne est parent direct de :
- Rubin
- Vanda
- Bohemia
- Rosana

## Fruit
C'est une pomme à couteau de moyenne saison.
Le fruit est conique-arrondi, aplati.
Son épiderme est vert-doré, lavé de rouge-marron et de stries brisées. rouges.
Un liège léger est présent à la surface de la pomme, à partir du pédoncule et dans sa cavité.
Sa chair est de texture un peu grossière, juteuse, avec une saveur douce et aromatique.

## Arbre
C'est une variété résistante à l'oïdium et à la tavelure.

## Pollinisation
Cultivar diploïde, légèrement autofertile.
- Groupe de floraison: B (mi-précoce) [5].
- S-génotype: S2S5 [6].

## Distinctions
- Award of Garden Merit (H4) 1993 [7].